# ATP Challenger Aarhus
Das ATP Challenger Aarhus (offiziell: Pharma Medico Open) war ein Tennisturnier, das 2008 einmalig in Aarhus, Dänemark stattfand. Es gehörte zur ATP Challenger Tour und wurde im Freien auf Sand gespielt.

## Liste der Sieger

### Einzel
| Jahr | Sieger               | Finalgegner | Ergebnis |
| ---- | -------------------- | ----------- | -------- |
| 2008 | Daniel Gimeno Traver | Éric Prodon | 7:5, 7:5 |

### Doppel
| Jahr | Sieger                             | Finalgegner                      | Ergebnis          |
| ---- | ---------------------------------- | -------------------------------- | ----------------- |
| 2008 | Dawid Olejniczak Jean-Julien Rojer | Frederik Nielsen Martin Pedersen | 7:64, 2:6, [10:8] |